# تريمينة بابوانية
تريمينة بابوانية (الاسم العلمي: Trimenia papuana) هي نوع نباتي يتبع جنس التريمينة من فصيلة التريمينية. سمي هذا النوع نسبةً إلى بابوا غينيا الجديدة.